# جامعة فيلنيوس
جامعة فيلنيوس هي جامعة في ليتوانيا تأسست سنة 1579. تقع في مدينة فيلنيوس. أسَّسها ستيفن باتوري.

## أشهر خريجي الجامعة
- نابليون أوردا
- فيغوداس أوشاكاس
- تشيسلاف ميلوش
- آدم ميتسكيفيتش
- ألغيمانتاس بوتنوريوس

## إحصائيات
يبلغ عدد طلاب الجامعة 19768 طالب.

## وصلات خارجية
- الموقع الرسمي